# 8524-es mellékút (Magyarország)
A 8524-es számú mellékút egy rövid, nem sokkal több, mint 3 kilométer hosszú, négy számjegyű országos közút Győr-Moson-Sopron vármegye területén; Fertőhomok központját köti össze a 85-ös főúttal.

## Nyomvonala
Fertőhomok és Pinnye határszélén ágazik ki a 85-ös főútból, annak a 62+800-as kilométerszelvénye táján; ugyanott ér véget bő 30 kilométer után a Beledtől idáig húzódó 8612-es út, előbbi út ezért utóbbi egyenes folytatásának is tekinthető. Észak-északnyugat felé indul, és alig több mint fél kilométer után – nyílt vágányi szakaszon – keresztezi a Győr–Sopron-vasútvonal nyomvonalát. Bő 1 kilométer után válik el a két község határvonalától, onnantól teljesen fertőhomoki területen folytatódik. 2,4 kilométer után éri el a község belterületét, ott a Vasút utca települési nevet veszi fel. Így ér véget a község központjában, beletorkollva a 8518-as útba, annak a 12+900-as kilométerszelvénye közelében.
Teljes hossza, az országos közutak térképes nyilvántartását szolgáló kira.gov.hu adatbázisa szerint 3,050 kilométer.

## Települések az út mentén
- (Pinnye)
- Fertőhomok